# Велько Жибрет
Велько Жибрет (хорв. Veljko Žibret; народився 3 червня 1978 у м. Загреб, Югославія) — хорватський хокеїст, правий нападник.  
Виступав за «Медвещак» (Загреб), «Альфа» (Любляна).
У складі національної збірної Хорватії провів 73 матчі; учасник чемпіонатів світу 1997 (група D), 1999 (група C), 2000 (група C), 2001 (дивізіон I), 2002 (дивізіон I), 2003 (дивізіон I), 2004 (дивізіон II), 2005 (дивізіон II), 2006 (дивізіон I), 2007 (дивізіон II), 2008 (дивізіон I), 2009 (дивізіон I) і 2010 (дивізіон I). У складі молодіжної збірної Хорватії учасник чемпіонату Європи 1997 (група C). У складі юніорської збірної Хорватії учасник чемпіонатів Європи 1995 (група C II) і 1996 (група C).